# Colpognathus
Colpognathus is een geslacht van gewone sluipwespen (Ichneumonidae). De wetenschappelijke naam werd gepubliceerd door Constantin Wesmael in 1845.

## Soorten
- Colpognathus capitatus
- Colpognathus celerator
- Colpognathus divisus
- Colpognathus heinzelleri
- Colpognathus helvus
- Colpognathus intermedius
- Colpognathus miyakae
- Colpognathus postfurcalis